# Erechthis gundlachi
Erechthis gundlachi är en insektsart som beskrevs av Bolívar, I. 1888. Erechthis gundlachi ingår i släktet Erechthis och familjen vårtbitare. Inga underarter finns listade i Catalogue of Life.